# Emilia Mkusa
Emilia Ndinelao Mkusa (* 20. Jahrhundert in Südwestafrika) ist ein namibische Politikerin der SWAPO, ehemalige Diplomatin und seit dem 1. Mai 2025 Kabinettssekretärin.
Mkusa studierte an der Universität von Namibia (UNAM). Sie war namibische Botschafterin in Äthiopien und zudem für Dschibuti, Sudan und den Südsudan akkreditiert. Als solche war sie auch Ständige Vertreterin ihres Heimatlandes bei der Afrikanischen Union. Bis 2019 war Mkusa Sekretärin des namibischen Nationalrates.